# Itajaí
Itajaí é um município brasileiro localizado no estado de Santa Catarina, na região do litoral norte catarinense, na margem direita da foz do Rio Itajaí-Açu. É a cidade-sede da Região Metropolitana da Foz do Rio Itajaí. Atualmente, conta com uma população de 287.289 habitantes, em vias de se tornar uma cidade média-grande, é o quinto município mais populoso do estado, segundo a estimativa de 2024 do Instituto Brasileiro de Geografia e Estatística (IBGE).
A distância de Itajaí até Florianópolis, capital administrativa, é de 94 quilômetros, e de Brasília, capital federal, de 1.608,6 quilômetros.
Itajaí se destaca nacionalmente por possuir belas praias, gastronomia tradicional açoreana, forte indústria pesqueira, o maior PIB de Santa Catarina e a segunda maior renda per capita do estado. É uma das cinco cidades brasileiras com maior crescimento e valorização no setor imobiliário desta década.
Em 2023, devido o histórico pesqueiro, a cidade recebeu o título de capital nacional da pesca. No mesmo ano, obteve proeminência na indústria naval brasileira e foi considerada a capital nacional da construção naval, 70% de todos os barcos construídos no Brasil foram feitos na cidade, que é responsável por embarcações para a Petrobrás e fragatas para a Marinha do Brasil.
O Porto de Itajaí é um dos maiores do país em atividade, o que impulsionou a cidade a se consolidar ao longo de décadas como polo empresarial logístico e de comércio exterior, de modo que Itajaí foi a cidade que mais recebeu importações no Brasil em 2023 e em 2024, totalizando US$ 13 bilhões e US$ 15,9 bilhões de valor comercial de importação, respectivamente, nestes anos.
É o principal destino da região para embarque e desembarque de passageiros em cruzeiros, durante a temporada, e o principal destino do turismo náutico do Brasil. Entre outros motivos, como a estrutura de seu Porto, isso se deve à Marina de Itajaí, que está construindo o maior shopping brasileiro de frente para o mar e o primeiro integrado a uma marina, e por ser uma das paradas da The Ocean Race, a principal e mais antiga regata internacional, da edição 2011/12 até, pelo menos, a que ocorrerá em 2031/32.
A cidade é servida por um aeroporto internacional, o Aeroporto Internacional Ministro Victor Konder, situado no município de Navegantes, limítrofe de Itajaí. Estudos projetados por Santa Catarina em parceria com a AMFRI, buscam aumentar a integração de Itajaí com o aeroporto e a cidade vizinha nos próximos anos, através da obra que poderá ser o primeiro túnel submerso do Brasil, com trajetória imersa ao Rio Itajaí-Açu entre as duas cidades.

## Topônimo
A principal teoria é a de que Itajaí seja um nome tupi oriundo da palavra Tajahy, que significa rio dos taiás, uma planta comestível da família das aráceas.
Outra tese é a de que Tajá é uma alusão ao nome Taió, pois existem documentos referindo-se ao Morro do Taió na época da corrida bandeirante pelo ouro.
Alternativamente, o nome Itajaí pode significar água do senhor da pedra, através da junção dos termos itá (pedra), îara (senhor) e 'y  (água) ou rio que corre sobre as pedras.
A preocupação com a explicação mais acertada do significado do nome da cidade já atravessa cem anos, envolvendo estudiosos brasileiros e estrangeiros.
A grafia histórica de Itajaí em português colonial é Itajahy.

## História[26]
Os habitantes primitivos do litoral de Santa Catarina eram os índios carijós, os quais, a partir do século XVI, com a chegada de navegadores espanhóis e portugueses, foram escravizados para servir de mão de obra nas plantações de cana-de-açúcar, localizadas principalmente na cidade de São Vicente. Quando o rei D. João III dividiu o Brasil em capitanias hereditarias, em 1534, todo o litoral catarinense até Laguna pertencia à Capitania de Santana, doada a Pero Lopes de Sousa.
O primeiro colonizador da região foi o paulista João Dias de Arzão, que se instalou na marem esquerda do Rio Itajaí-Açu (atualmente Navegantes) com sua família em 1658, após receber sesmaria da Coroa Portuguesa. João procurava ouro, pois acreditava-se que a foz do Itajaí-Açu era rica no minério, porém não o achou.
No século XVIII, a base da economia da região foi a extração de madeira, de boa qualidade, que era exportada para Santos e para o Rio de Janeiro. Os moradores locais compravam também, com o lucro da madeira, produtos para o seu uso e sobrevivência.
A colonização da região de Itajaí se iniciou em 1750, quando colonos portugueses açorianos e madeirenses se instalam ali. Em 1777, quando a Ilha de Santa Catarina foi invadida por espanhóis, muitos açorianos que viviam lá migraram para o norte da Capitania de Santa Catarina, inclusive para a região de Itajaí.
No início do século XIX o comércio entre a região e outras vilas do litoral catarinense se intensificou. Nessa época, chegou em Itajaí o português Agostinho Alves Ramos, que ordenou a construção de uma capela,  inaugurada em 31 de março de 1824. Em torno desta capela, nasceu o povoado de Itajaí, que continuaria recebendo pessoas oriundas de comunidades açorianas de todo o litoral catarinense.
Em 12 de agosto de 1833 é criada a Freguesia de Itajaí. O movimento pela emancipação política de Itajaí se inicia em 1858. Em 15 de junho de 1860 é criada a Vila de Itajaí.
A primeira perda territorial de Itajaí foi a emancipação da freguesia de Blumenau, em 4 de fevereiro de 1880. Após esta ocorreram outras perdas territoriais, com a emancipação de Brusque em 23 de março de 1881, Camboriú em 5 de abril de 1884, Ilhota e Luiz Alves em 21 de junho de 1958, Penha em 21 de junho de 1958 e Navegantes em 30 de maio de 1962.
No final do século XIX, Itajaí recebe um grande contingente de imigrantes alemães e italianos, que colonizam e desenvolvem a região.
A partir da década de 1970, Itajaí passou por um processo de dinamização de sua economia. Hoje, o Porto de Itajaí tem destaque nacional como o maior porto pesqueiro, maior exportador de frios, o que mais recebeu importações no país em 2023. É o principal de Santa Catarina e um dos maiores do continente.
Itajaí é a cidade com o maior Produto Interno Bruto (PIB) do estado. Grandes empresas, multinacionais e brasileiras, instalaram-se na cidade, como a Petrobras, Brasil Foods, Pepsico, Brasfrigo, Seara, Teconvi, Teporti, Polymport, Arfrio, Azimut, Detroit, Hypera Pharma, Votorantim, Gomes da Costa, Multilog, Poly Terminais, Weg, Klabin, Kowalsky, Dalçóquio, entre outras.
Historicamente, Itajaí sofre com as enchentes sendo que as primeiras registradas foram em 1880 e 1911. Em 1983 outra enchente acometeu o município. Em novembro de 2008, o município passou pela pior enchente da sua história, atingindo mais de 90% de seu território . Em 9 de setembro de 2011, novamente as águas dos rios Itajaí-Açu e Itajaí-Mirim voltaram a inundar a cidade, atingindo 70% do seu território.

## Geografia

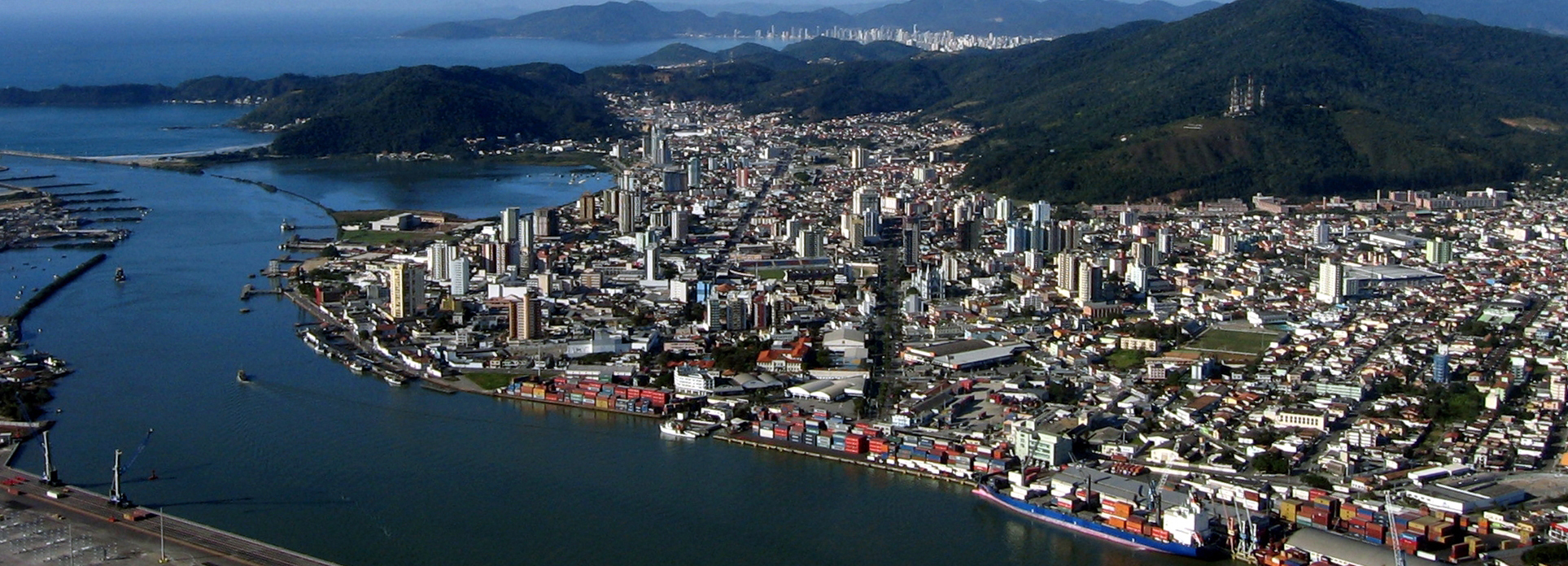
Foz do Rio Itajaí-Açu

A cidade detém área territorial de 289,215 km², sendo 19,21% de área urbana (55,49 km²) e 80,79% zona rural (ou áreas de preservação). Situa-se no litoral norte, especificamente na margem direita da foz do rio Itajaí-Açu. Faz divisa com Balneário Camboriú, Camboriú, Brusque, Gaspar, Ilhota e Navegantes. Sede do maior porto pesqueiro do país e da maior universidade privada do estado, a Universidade do Vale do Itajaí. Itajaí está localizada na Baixo Vale do Itajaí, ao litoral, sendo banhada pelo oceano Atlântico. Também está situada na foz do Itajaí-Açu, possibilitando a existência do porto.
A cidade é basicamente plana — devido ao nível do mar; o local mais alto fica no Morro da Cruz, a 170 metros de altitude — grande parte da vegetação nativa pode ser observada em sua total beleza. Junto com os Municípios vizinhos, integra a Região Metropolitana da Foz do Rio Itajaí, sendo a cidade-sede de sua região metropolitana. A rodovia BR-101 é a principal ligação à cidade e as rodovias SC-100, BR-486, SC-470, bem como a BR-470, ligam Itajaí ao restante do estado.
O clima é temperado. No verão, as temperaturas podem chegar aos 30 °C e, no inverno, cair para abaixo de 10 °C. As massas de ar de maior influência são a polar atlântica (mPa) e a massa tropical atlântica (mTa). Segundo dados da estação meteorológica automática do Instituto Nacional de Meteorologia (INMET) no município, em operação desde junho de 2010, a menor temperatura registrada em Itajaí foi de 1,3 °C em 24 de julho de 2013 e a maior atingiu 39 °C em 26 de dezembro de 2012. O maior acumulado de precipitação em 24 horas foi de 116 milímetros (mm) em 5 de março de 2014. Outros grandes acumulados iguais ou superiores a 100 mm foram: 109,8 mm em 7 de fevereiro de 2020, 105,8 mm em 9 de março de 2013, 104,2 mm em 13 de dezembro de 2014 e 100,4 mm em 18 de fevereiro de 2019. A rajada de vento mais forte alcançou 33,9 m/s (122 km/h) na manhã do dia 26 de abril de 2017 e o menor índice de umidade relativa do ar (URA) foi registrado na tarde de 8 de maio de 2013, de 18%.
| Dados climatológicos para Itajaí | Dados climatológicos para Itajaí | Dados climatológicos para Itajaí | Dados climatológicos para Itajaí | Dados climatológicos para Itajaí | Dados climatológicos para Itajaí | Dados climatológicos para Itajaí | Dados climatológicos para Itajaí | Dados climatológicos para Itajaí | Dados climatológicos para Itajaí | Dados climatológicos para Itajaí | Dados climatológicos para Itajaí | Dados climatológicos para Itajaí | Dados climatológicos para Itajaí |
| Mês | Jan                              | Fev                              | Mar                              | Abr                              | Mai                              | Jun                              | Jul                              | Ago                              | Set                              | Out                              | Nov                              | Dez                              | Ano                              |
| --- | -------------------------------- | -------------------------------- | -------------------------------- | -------------------------------- | -------------------------------- | -------------------------------- | -------------------------------- | -------------------------------- | -------------------------------- | -------------------------------- | -------------------------------- | -------------------------------- | -------------------------------- |
| Temperatura máxima recorde (°C) | 38,9                             | 37,5                             | 35                               | 33,8                             | 31,2                             | 30,2                             | 29,3                             | 33,6                             | 31,4                             | 34,9                             | 34                               | 39                               | 39                               |
| Temperatura máxima média (°C) | 29,4                             | 29,8                             | 28,8                             | 26,9                             | 24,3                             | 21,9                             | 21,3                             | 22,1                             | 22,6                             | 24,5                             | 26,6                             | 28,6                             | 25,6                             |
| Temperatura média (°C) | 24,6                             | 24,6                             | 23,6                             | 21,4                             | 18,3                             | 15,8                             | 15,3                             | 16,2                             | 17,6                             | 19,9                             | 21,9                             | 23,7                             | 20,2                             |
| Temperatura mínima média (°C) | 20,9                             | 21,1                             | 20                               | 18                               | 14,8                             | 12,5                             | 11,9                             | 12,7                             | 14,4                             | 16,5                             | 18,1                             | 19,6                             | 16,7                             |
| Temperatura mínima recorde (°C) | 15,6                             | 14,1                             | 11,2                             | 8,7                              | 6,1                              | 2,1                              | 1,3                              | 4                                | 7,4                              | 10,3                             | 12,5                             | 12,4                             | 1,3                              |
| Precipitação (mm) | 184,1                            | 206,6                            | 190,6                            | 115,7                            | 126,1                            | 85,5                             | 108,9                            | 99,9                             | 131                              | 144,3                            | 149,3                            | 140,1                            | 1 682,1                          |
| Umidade relativa (%) | 84                               | 85                               | 85                               | 86                               | 87                               | 88                               | 88                               | 87                               | 86                               | 84                               | 82                               | 82                               | 85                               |
| Insolação (h) | 178                              | 157                              | 171                              | 157                              | 159                              | 138                              | 143                              | 135                              | 109                              | 127                              | 155                              | 178                              | 1 807                            |
| Fonte: Empresa Brasileira de Pesquisa Agropecuária (EMBRAPA) (médias climatológicas: 1976-2005) e Instituto Nacional de Meteorologia (INMET) (recordes de temperatura: 24/06/2010-presente) |                                  |                                  |                                  |                                  |                                  |                                  |                                  |                                  |                                  |                                  |                                  |                                  |                                  |

### Demografia
De acordo com o Censo demográfico do Brasil de 2010, a população itajaiense descende, em sua grande maioria, de alemães, italianos e açorianos.[carece de fontes?] A mistura entre essas três culturas é um marco da cidade.[carece de fontes?]
| Cor/ Raça | Porcentagem |
| --------- | ----------- |
| Brancos   | 93,5%       |
| Pardos    | 4,48%       |
| Orientais | 1,8%        |
| Negros    | 0,15%       |
| Indígenas | 0,07%       |

Estima-se que dos pouco mais de 200 mil habitantes da cidade, cerca de 190 mil morem na área urbana e 10 mil na área rural. Ainda de acordo com o censo do IBGE, a população se divide aproximadamente em 51% de mulheres e 49% de homens. Na cidade, cerca de 56 mil pessoas vivem em união conjugal registrada pelo menos no civil e aproximadamente 37 mil somente em união consensual.
Em 2025, foi divulgado pelo IBGE que as religiões predominantes no município são a católica, com aproximadamente 51% da população, e evangélica, simbolizando cerca de 31% da população. Existem também praticantes de outras religiões, como a espírita, umbandista, candomblecista e budista, porém com representatividade inexpressiva.

### Divisão territorial
Segue abaixo a divisão municipal vigente, conforme Lei Ordinária de Itajaí/SC, nº 3359/1998 de 21 de dezembro de 1998 e nº 3673/2001 de 10 de dezembro de 2001, com os bairros e suas localidades:
- Barra do Rio
  -     - Imaruí
    - Nova Brasília
    - 1º Distrito Industrial
- Cabeçudas
  -     - Atalaia, Praia da
    - Geremias, Praia de
    - Molhes, Praia dos
- Canhanduba
  -     - Canhanduba de baixo (Arapongas)
- Centro
  -     - Beira-Rio
- Cidade Nova
  -     - Dona Mariquinha
    - Eurico Krobel
    - Jardim Danielle
    - Lot. Avelino Werner
    - Padre Schmidt
    - Promorar I
    - Promorar II
    - Promorar III
    - Verde Vale
- Cordeiros
  -     - 3º Distrito Industrial
    - Abdon Fóes
    - Bertoldo Michels
    - Celeste Girardi
    - Costa Cavalcante
    - Jardim Esperança
    - Jardim Juliete
    - Jardim Progresso
    - Jardim Itália
    - Jardim Santa Rita
    - Lar Brasileiro
    - Lot. Beira-Rio (Canto do Rio)
    - Lot. César Ramos
    - Lot. União
    - Murta
- Dom Bosco
  -     - Nossa Senhora das Graças
    - Jardim Itamirim
- Espinheiros
  -     - Boa Vista
    - Espinheirinhos
    - Portal I
    - Portal II
    - Vale dos Pinheiros
    - São Roque
    - Santa Regina
- Fazenda
  -     - Fazendinha (Nossa Senhora de Guadalupe)
    - Esplanada
    - Jardim Luciana
    - Lot. Müller
    - Padre Jacó
- Itaipava
  -     - 4º Distrito Industrial (Pólo Desenvolvimento)
    - Arraial dos Cunhas
    - Baia
    - Bom Retiro
    - Brilhante I (Brilhante de Fora)
    - Brilhante II (Brilhante de Dentro)
    - Campeche
    - Estivado
    - km 12
    - Laranjeiras
    - Limoeiro
    - Lot. São Pedro
    - Paciência
    - Rio do Meio
    - Rio Novo (Colônia Japonesa)
    - Tabuleiro
- Praia Brava
  -     - Ariribá
    - Amores, Praia dos
    - Morcego, Praia do
    - Nova Divinéia
    - Santa Clara
    - Solidão, Praia da
- Ressacada
  -     - Jardim das Mansões
- Salseiros
  -     - Pedra de Amolar
    - Volta de Cima
- São João
  -     - Madevila
- São Judas
  -     - Rio Pequeno
- São Vicente
  -     - 2º Distrito Industrial
    - Bambuzal
    - Jaí-Açú
    - Jardim Ipiranga
    - Jardim Olímpico
    - Jardim Paraíso
    - Jardim Peirão
    - Jardim Tarumã
    - Lot. Dona Catarina
    - Lot. Primeiro de Maio
    - Nilo Bittencourt
    - Rio Bonito
- Vila Operária
  -     - Fiúza Lima

## Economia

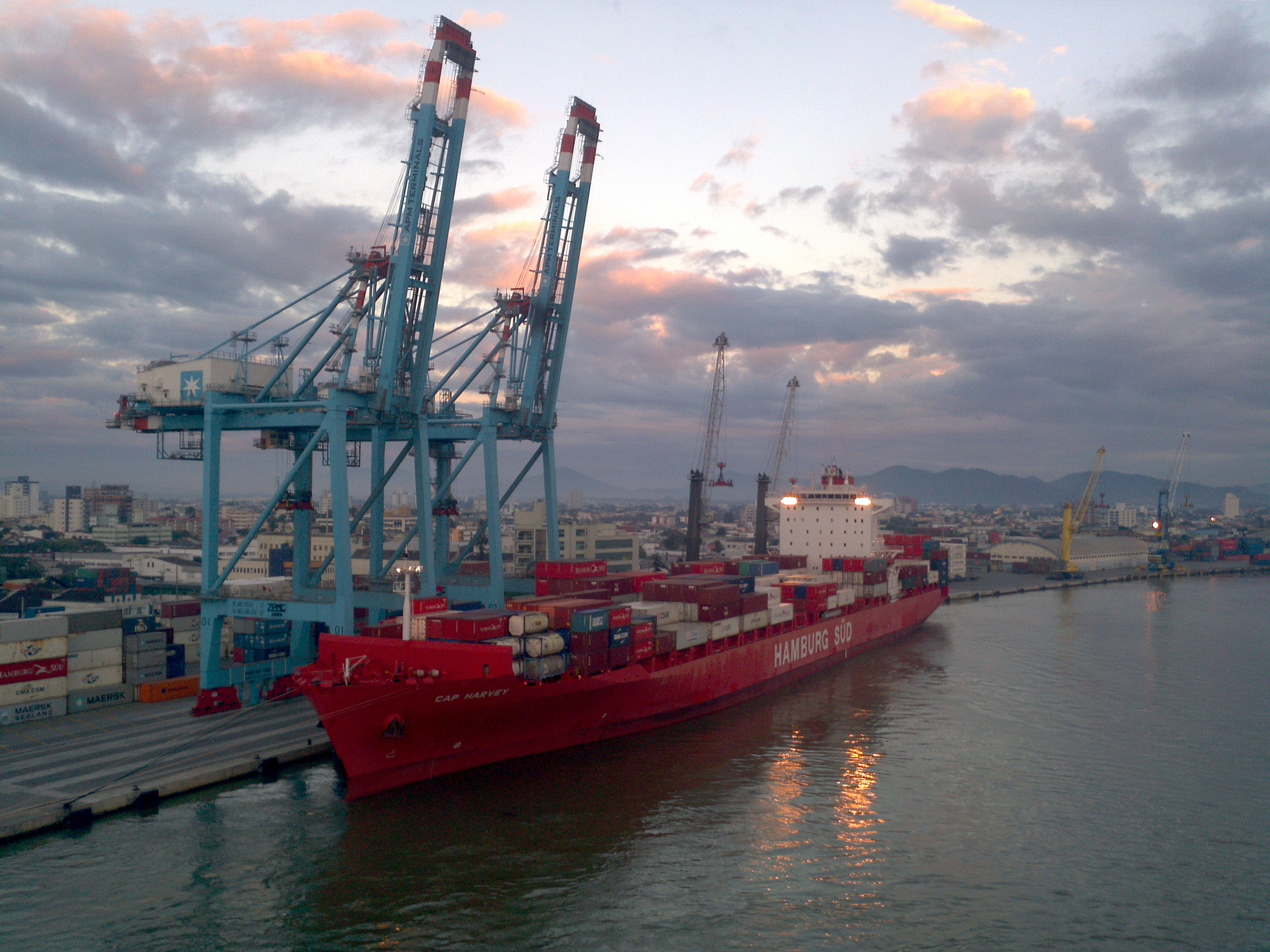
Porto de Itajaí, um dos principais do país

Itajaí apresenta uma economia sólida e um padrão de qualidade de vida relativamente alto. Sua localização condiciona o desenvolvimento da atividade pesqueira, portuária e industrial, impulsionando o setor de serviços. O Porto de Itajaí é responsável pela maior parte das exportações da Região Sul do Brasil e é segundo colocado no ranking nacional de movimentação de contêineres, atrás somente do Porto de Santos. Itajaí é considerada referência nacional em infraestrutura voltada à instalação de empresas. Polo da indústria naval, já conquistou a vinda de empresas exportadoras da área de montagem automobilística e também de vestuário.
Os principais setores da economia e que mais se expandem e desenvolvem no Município são: logística e importações, armazenagem de contêineres, turismo, imobiliário, comércio e indústria naval e pesqueira.
Grande parte da capacitação da mão-de-obra lotada em Itajaí advém da Universidade do Vale de Itajaí (UNIVALI), que é a maior universidade particular de Santa Catarina e com destaque nacional.

### Dinamismo econômico
O jornal Gazeta Mercantil, em pesquisa divulgada na edição de 7 de abril de 2006, apresentou Itajaí como quarto melhor município do Brasil em termos de dinamismo econômico. A pesquisa foi realizada com cinco mil municípios brasileiros. Os principais parâmetros analisados foram investimentos em áreas sociais, desenvolvimento econômico e volume de operações bancárias por habitante.[carece de fontes?]
Itajaí atingiu marcas importantes e históricas relativas à sua economia, como a de maior PIB catarinense, segunda maior renda per capita de Santa Catarina e terceiro maior PIB da Região Sul do Brasil.
O Ranking Connected Smart Cities, em sua edição de 2024, Itajaí figurou na vigésima nona posição entre as cem cidades mais inteligentes e conectadas do Brasil. Nos anos de 2022 e 2023, Itajaí figurou na sexta e na segunda posição, respectivamente, na avaliação considerando somente o eixo econômico deste ranking.
A indústria pesqueira da cidade movimenta volume expressivo da pesca nacional e a cidade concentra verdadeiro polo de empresas relacionadas direta e indiretamente com a pesca e embarcações, com diversas indústrias, estaleiros, atracadores, postos de combustíveis marítimos, pela cidade. O histórico pesqueiro foi reconhecido pelo País com o título de capital nacional da pesca.
Em 2023, a cidade tem amplo destaque na indústria naval brasileira e é considerada a capital nacional da construção naval, responsável por desenvolver 12 embarcações para a Petrobrás e 5 fragatas para a Marinha do Brasil até 2029.
A cidade se consolidou, ao longo de décadas, como polo empresarial logístico e de comércio exterior. Itajaí foi a cidade que mais recebeu importações no Brasil em 2023 e em 2024, totalizando US$ 13 bilhões e US$ 15,9 bilhões de valor comercial de importação, respectivamente, nestes anos.
No mês de agosto de 2024, segundo dados do relatório FipeZap promovido pela Fundação Instituto de Pesquisas Econômicas (Fipe), que apura o valor médio do metro quadrado imobiliário das cidades brasileiras, Itajaí atingiu 11,62% de valorização acumulada nos últimos doze meses, fato que lhe rendeu a marca de terceiro metro quadrado mais valioso do país, na frente de cidades como Florianópolis, Vitória, São Paulo e Rio de Janeiro. Naquele mês, os imóveis em Itajaí atingiram o valor médio de R$ 11.574,00/m², figurando atrás somente de Balneário Camboriú e Itapema como o metro quadrado mais caro do Brasil.
Entre os principais destaques, estão os imóveis situados às margens de suas praias, nos bairros Praia Brava e Cabeçudas, e do Rio Itajaí-Açu, nos bairros Centro e Fazenda. A Avenida José Medeiros Vieira, defronte para o mar da Praia Brava, em 2024 conquistou o sétimo lugar entre as ruas mais caras do Brasil, com a marca de R$ 42.276,00/m².

## Política
O Poder Executivo é representado pelo Prefeito Municipal, que na gestão 2025–2028 o ocupante do cargo é Robison Coelho (PL). O Poder Legislativo é representado pela Câmara de Vereadores de Itajaí composta por 17 Vereadores Municipais. O Presidente da Câmara de Vereadores é o Vereador Fernando Pegorini (PL).
O município de Itajaí possui as seguintes cidades-irmãs:
| - Linares, Chile - Melipilla, Chile - Pompano Beach, Estados Unidos - Sodegaura, Japão - Viana do Castelo, Portugal - Xinxiang, China |

## Estrutura

### Transporte
Transporte coletivo municipal
Possui sistema integrado de transporte municipal, com três terminais (Fazenda, Ressacada e Cordeiros), operado pela Transportes Coletivos Nossa Senhora da Piedade - Transpiedade Itajaí (desde 1 de agosto de 2017 sob contrato emergencial).
Transporte coletivo intermunicipal, interestadual e internacional
O Terminal Rodoviário Internacional de Itajaí, TERRI, funciona desde 10 de dezembro de 2001, na Avenida Governador Adolfo Konder (distante cerca 1,5 km da BR-101), administrada pela Rizzi Administradora de Terminais.
As empresas que operam no terminal rodoviário são: Auto Viação Catarinense, Auto Viação 1001, Santo Anjo, Reunidas, Empresa União de Transportes, Viação Nossa Senhora dos Navegantes, Santa Teresinha, Expresso Nordeste, EUCATUR, Auto Viação Gadotti, Viação Itapemirim, Brasil Sul, Unesul,  Viasul - Auto Viação Venâncio Aires, Viação União Santa Cruz, Empresa de Ônibus Nossa Senhora da Penha, Princesa do Norte, Mingoti Tur, Viação Praiana, Camboriú Transporte e Turismo - CTT.
O Terminal possui linhas rodoviárias intermunicipais e interestaduais que atendem aos Estados de Santa Catarina, Rio Grande do Sul, Paraná, São Paulo, Rio de Janeiro, Minas Gerais, Mato Grosso do Sul, Mato Grosso e Rondônia. Ainda possui linha Internacional para o Paraguai.

### Saúde
A estrutura de saúde do Município de Itajaí conta atualmente com:
- Um hospital e maternidade de referência regional (Hospital e Maternidade Marieta Konder Bornhausen), que está em fase de ampliação estrutural (Complexo Madre Teresa);
- Um hospital infantil de referência regional (Hospital Pequeno Anjo);
- Duas Unidades de Pronto Atendimento 24 horas (UPA Cordeiros e UPA CIS);
- Um laboratório municipal;
- Quatro centros de especialidades e de referência;
- Três centros de atendimento psicossocial;
- Vinte e cinco Unidades Básicas de Saúde (UBS).

### Educação

#### Universidades/Faculdades de Itajaí
- Universidade do Vale do Itajaí - UNIVALI[48]
- Faculdade CNEC Itajaí / Instituto Fayal de Ensino Superior[49]
- Instituto Federal de Santa Catarina - IFSC, campus Itajaí[50]
- UniSul, campus Itajaí[51]

#### Rede de Ensino Particular
- Colégio Salesiano Itajaí[52]
- Colégio São José[53]
- Sistema de Ensino Energia
- Colégio Cenecista Pedro Antônio Fayal[54]
- Colégio Unificado[55]
- Colégio Bom Jesus Itajaí[56]
- Colégio Vetor e Sossego da Mamãe[57]
- Colégio de Aplicação Univali - CAU[58]
- Escola Adventista[59]
- Escola SESC Itajaí[60]
- Escola S Itajaí[61]

#### Rede de Ensino Pública Municipal[62]
- 41 Escolas de Ensino Fundamental
- 64 Centros de Educação Infantil ("Creches")
- 7 Centros de Educação em Tempo Integral
- 1 Centro Municipal de Educação Alternativa (CEMESPI)
- Biblioteca Municipal e Escolar Norberto Cândido Silveira Júnior

#### Rede de Ensino Pública Estadual em Itajaí[63]
- 2 Escolas de Ensino Médio
- 2 Escolas de Ensino Fundamental
- 13 Escolas de Ensino Básico
- 1 Centro de Educação de Jovens e Adultos

### Segurança
Polícia Militar
A cidade de Itajaí é atendida pelo 1° Batalhão de Polícia Militar de Itajaí, que é responsável pelo Policiamento Ostensivo e pela Preservação da Ordem Pública, sendo reconhecido pela qualidade de seu efetivo e pelo pronto atendimento ao cidadão, garantindo sua segurança e integridade física e patrimonial. A Polícia Militar em Itajaí atua com as Unidades: Rádio Patrulha, Pelotão de Patrulhamento Tático (PPT), Canil K9, Rondas Ostensivas com Apoio de Motocicletas (ROCAM), Agência de Inteligência (AI), além de promover o Programa Educacional de Resistência às Drogas e à Violência (PROERD) em todas Escolas da Cidade de Itajaí.
Guarda Municipal de Itajaí
Iniciado os seus trabalhos no ano de 2019, a Guarda Municipal de Itajaí possui um efetivo de 79 agentes altamente capacitados para atendimento do cidadão, focada na Segurança das Pessoas e do Patrimônio Municipal, com especial atenção à Segurança Escolar.
Polícia Civil
A Polícia Civil é representada pela 4ª Delegacia Regional de Itajaí, atuando na área de investigação e repreensão ao crime, além do registro de ocorrências policiais. Possui em sua estrutura: Central de Plantão Policial, Delegacia de Proteção à Mulher, Criança, Adolescente e Idosos (DPCAMI), Programa "PC por Elas" para proteção e defesa de Mulheres vítimas de violência, Divisão de Investigação Criminal (DIC), 1ª Delegacia de Polícia e 2ª Delegacia de Polícia, além dos Setores de Investigação Criminais (SIC). Também integram a estrutura da Polícia Civil, o Departamento de Trânsito (4ª CIRETRAN/Itajaí), Delegacia de Delitos de Trânsito (DDT) e Divisão de Jogos e Diversão.
Defesa Civil
A Defesa Civil de Itajaí atua na prevenção e resposta aos Desastres Naturais, possui sede própria onde conta com modernos equipamentos de monitoramento dos níveis do rio e do volume de chuva, além de contar com um efetivo de 10 agentes e 4 viaturas, garantindo pronta resposta para população.
Bombeiros Militares
A cidade de Itajaí é sede do 7° Batalhão de Bombeiros Militares que atende principalmente as ocorrências de Atendimento Pré-Hospitalar, Combate à Incêndios, Busca e Resgate e o Serviço de Guardas-Vidas nas Praias da cidade. Atualmente conta com 2 Ambulâncias, 2 Auto Bomba Tanque Resgate, 2 Auto Tanque e 3 Auto Resgate, além de Botes e Jet Ski.

### Marina de Itajaí
A Marina de Itajaí é uma das mais modernas e inovadoras do sul do Brasil, localizada na foz do Rio Itajaí-Açu, parte costeira da Beira-Rio, ela conta atualmente com estrutura capaz de comportar até 405 embarcações, em vagas secas e molhadas, de diversos portes até 172 pés e com infraestrutura de alto padrão.
Além de oferecer serviços completos de manutenção e reparo, visa garantir a segurança com equipamento de alta tecnologia e monitoramento para armazenamento das embarcações.
A marina é um polo importante para o turismo náutico e eventos náuticos, destacando-se pelo seu compromisso com a sustentabilidade e práticas ambientalmente responsáveis.
Os clientes da Marina também usufruem de serviços de travel lift, fork lift, posto de combustíveis, loja de conveniências, área gastronômica, estacionamento para automóveis e heliponto.
Anualmente, a Marina de Itajaí é palco de inúmeros eventos como feira de usados, desfile de moda, regatas e competições náuticas e aquáticas, salão náutico, entre outros.
Em um projeto de ampliação para os próximos anos, a Marina Itajaí deverá comportar mais de 900 embarcações, consolidando-se como um dos maiores complexos náuticos do hemisfério sul. Também faz parte do projeto um centro comercial e de lazer.

### Esporte
Itajaí possui uma rica tradição esportiva, com destaque para esportes aquáticos, como natação, vela, surfe, stand up paddle e kitesurf, devido à sua localização costeira.
A cidade é uma das principais paradas da The Ocean Race, uma das maiores competições de vela do mundo, o que atrai turistas e esportistas internacionais. Além disso, a Marina de Itajaí se tornou um ponto de referência no Brasil para a prática de esportes náuticos.
Por sua vez, o futebol tem espaço relevante na cidade, sendo sede do Clube Náutico Marcílio Dias, detentor do Estádio Doutor Hercílio Luz, situado no Centro de Itajaí. O clube foi fundado em 1919 e segue sendo um dos mais tradicionais do futebol de Santa Catarina. Ele disputa o Campeonato Catarinense de Futebol, costuma disputar edições da Copa do Brasil e é um símbolo importante do esporte local.
Ainda no futebol, a cidade também conta com o Clube Náutico Almirante Barroso, principal rival histórico do Marcílio Dias, cuja sede está localizada no bairro Vila Operária, em Itajaí.
Destarte, há outros clubes desportivos com grande importância para a cidade, como a Sociedade Guarani de Itajaí, com sedes nos bairros Centro e Praia Brava, e o Itamirim Clube de Campo, com sede no bairro Ressacada, estes historicamente são frequentados para a prática poliesportiva, também organizando competições de diferentes modalidades desportivas.
A Fundação Municipal de Esporte e Lazer (FMEL) é responsável por fomentar e organizar as atividades esportivas na cidade, oferecendo programas e projetos para diferentes públicos. Esportes como atletismo, ciclismo, e esportes amadores também são bastante praticados, sendo incentivados por seus projetos municipais e a boa infraestrutura esportiva que a cidade oferece, como o Centreventos de Itajaí, o SESC de Itajaí e inúmeros outros locais, que abrigam diversos eventos esportivos e culturais.

## Cultura

### Teatro
Itajaí tem uma das principais produções de teatro de grupo de Santa Catarina. Atualmente conta com cerca de vinte grupos de teatro profissionais, além de artistas de rua independentes, grupos religiosos e escolares.
Aproximadamente metade desses grupos são filiados à Rede Itajaiense de Teatro, associação que atua na defesa das políticas públicas para a cultura, e realiza desde 2007 a Mostra de Teatro Itajaí em Cartaz.
Entre os grupos atuantes, podemos citar nomes como:
- Anchieta Arte Cênica (Bagagem Cênica, Alunos em Exercício Cênico Anchieta)
- Téspis Cia de Teatro
- Cia Experimentus
- Cia Etc e Tal
- Grupo Porto Cênico
- Cia Mútua
- Sua Cia. de Teatro
- Ilustríssimos Senhores
- Grupo Risco
- Ospália
- Eranos Círculo de Arte
- Karma Cia de Teatro
- Na Nuvem Teatro
- Coletivo Sem Título
- GET - Grupo de Estudos Teatrais
- Arte In Cena
- Apolíneo Grupo de Teatro

A Fundação Cultural de Itajaí realiza o Festival Brasileiro de Teatro "Toni Cunha". Dispõe de estruturas físicas como a Casa da Cultura "Dide Brandão", Teatro Municipal de Itajaí e Centro de Cultura Popular Mercado Velho.

### Literatura
A cidade tem forte atuação na literatura, com nomes como Lauro Müller, Marcos Konder, Bento Nascimento e Lausimar Laus e outros integrantes da Academia Itajaiense de Letras.
A cidade conta com a Biblioteca Pública Municipal e Escolar Norberto Cândido Silveira Júnior, inaugurada em 27 de junho de 2000, localizada na rua Heitor Liberato ao lado do Paço Municipal.

### Música
Na música, a cidade é reconhecida pelo Festival de Música de Itajaí e pelo Conservatório de Música Popular Cidade de Itajaí., e conta com uma Banda mantida pelo município de Itajaí, conhecida por suas diversas apresentações municipais, estaduais, e internacionais, a Banda Filarmônica de Itajaí.

### Centreventos de Itajaí
O Centreventos Governador Luiz Henrique da Silveira — nome conferido em homenagem ao falecido Governador e Senador com este mesmo —, realiza, periodicamente, eventos de diferentes formatos e segmentos, conta com ampla infraestrutura, multifuncionalidade e uma localização privilegiada às margens do Rio Itajaí-Açu.
O empreendimento está situado na Avenida Mininistro Victor Konder, na Beira-Rio, ao lado da Marina de Itajaí, sendo essa a principal via gastronômica e multicultural da cidade — onde se encontram restaurantes, estabelecimentos comerciais, casas históricas, a Praça Genésio Miranda Lins e o Mercado Público Municipal.

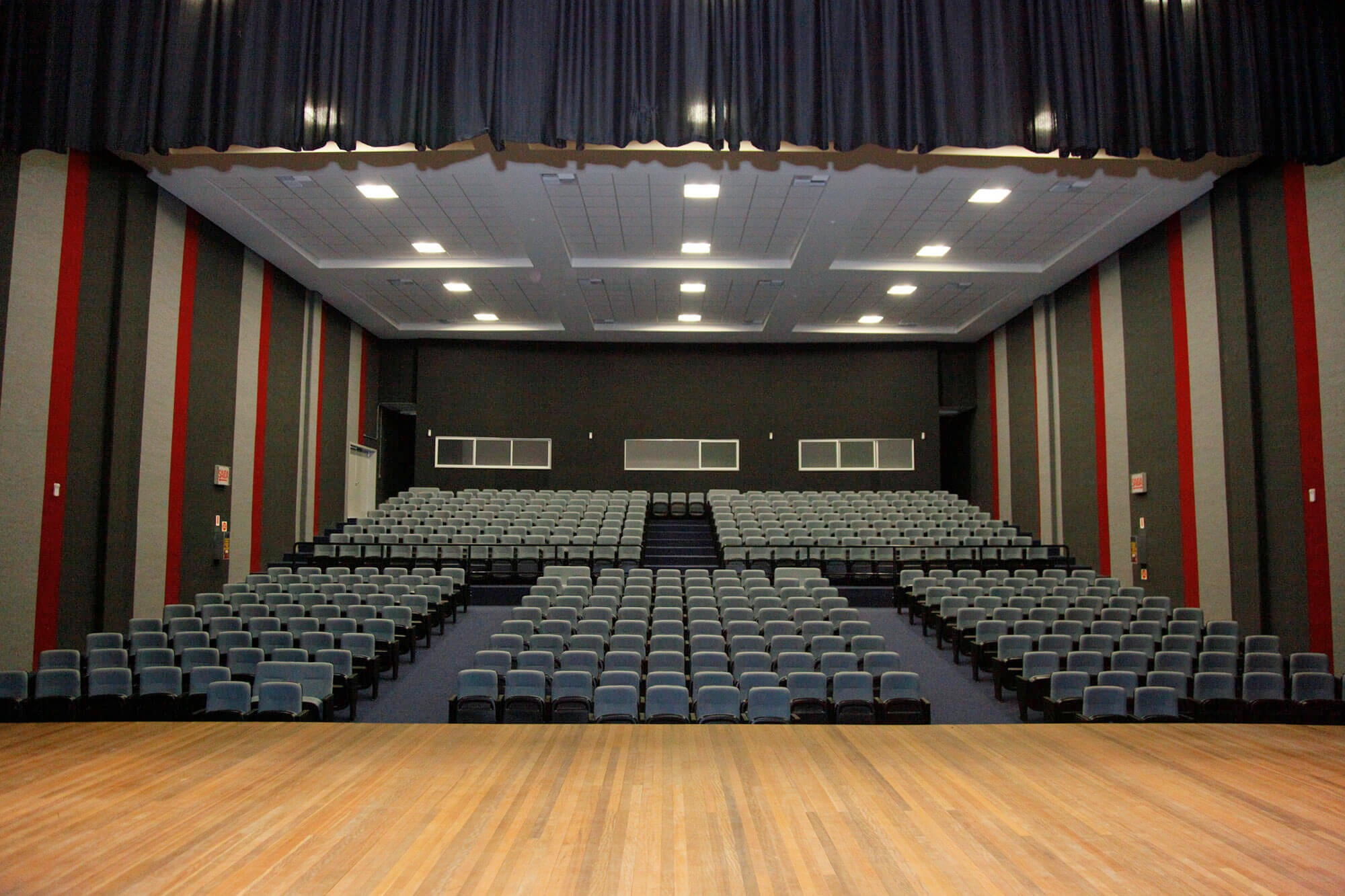
Interior do Centreventos

Este complexo tem capacidade total para receber mais de 10 mil pessoas, além de um auditório para 482 pessoas. Também conta com banheiros acessíveis para PCDs e ampla infraestrutura para atendimento a diversos tipos de eventos.
Em 2020 e 2021, o Centreventos recebeu contingentes para distribuir remédios e promover a vacinação da população local contra o vírus da Covid-19.
Anualmente, o empreendimento é o principal palco de feirões de diferentes segmentos econômicos e culturais importantes para a cidade, entre outros, de empregos, automóveis, imobiliários, gastronômicos, além de também receber celebrações comemorativas, esportivas, religiosas, musicais, apresentações, shows e palestras.

#### Eventos[74]

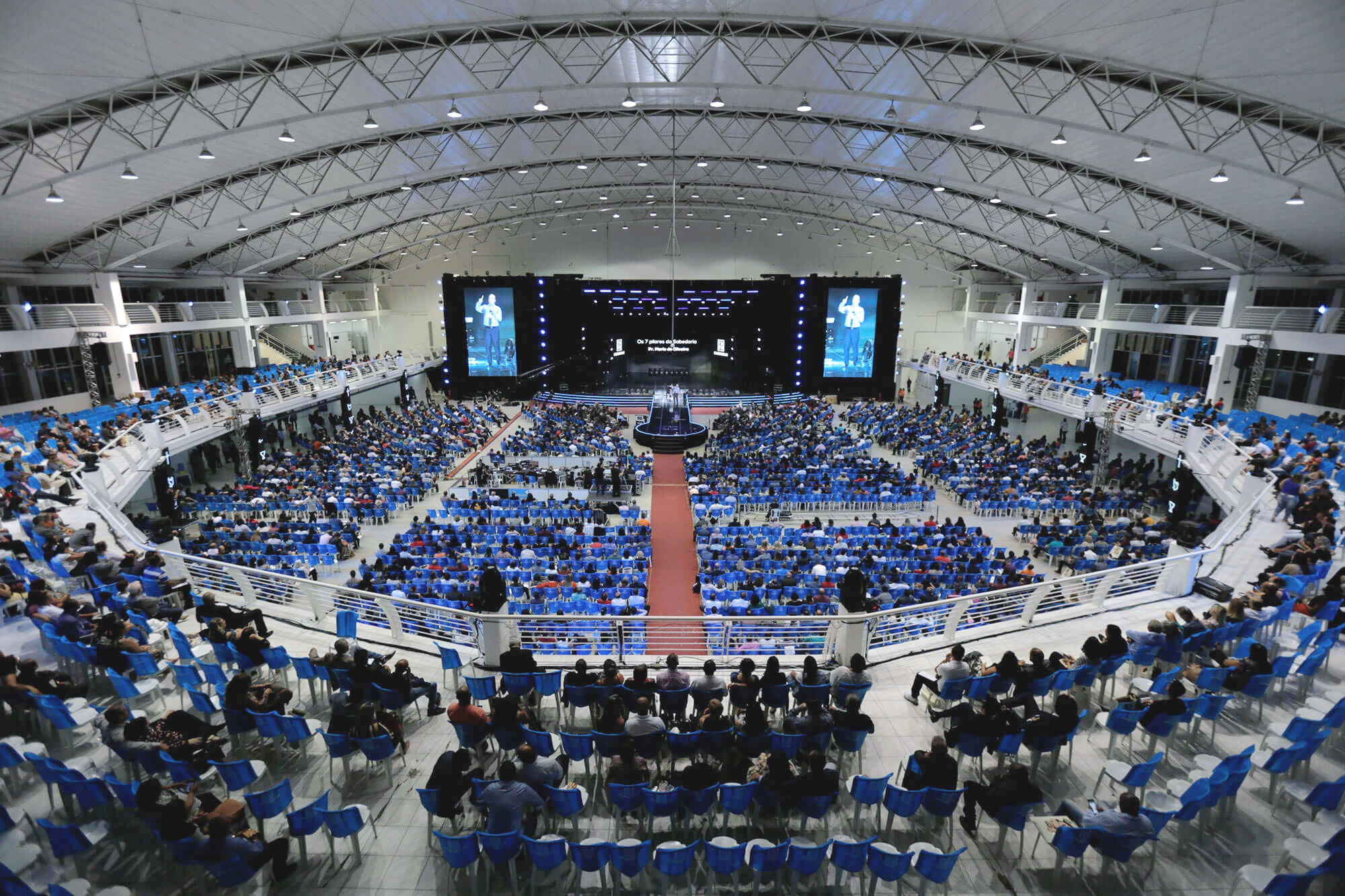
Interior do Centreventos de Itajaí

Os principais eventos culturais ocorridos periodicamente em Itajaí, promovidos no Centreventos Governador Luiz Henrique da Silveira, são:
- Festa Nacional do Colono;
- Aniversário da Cidade;
- Parada da Regata Volta ao Mundo;
- Marejada;
- Feirões gastronômicos, automobilísticos e imobiliários;
- Apresentações culturais;
- Palestras e shows musicais;
- Celebrações religiosas, artísticas, esportivas e comemorativas.

## Turismo

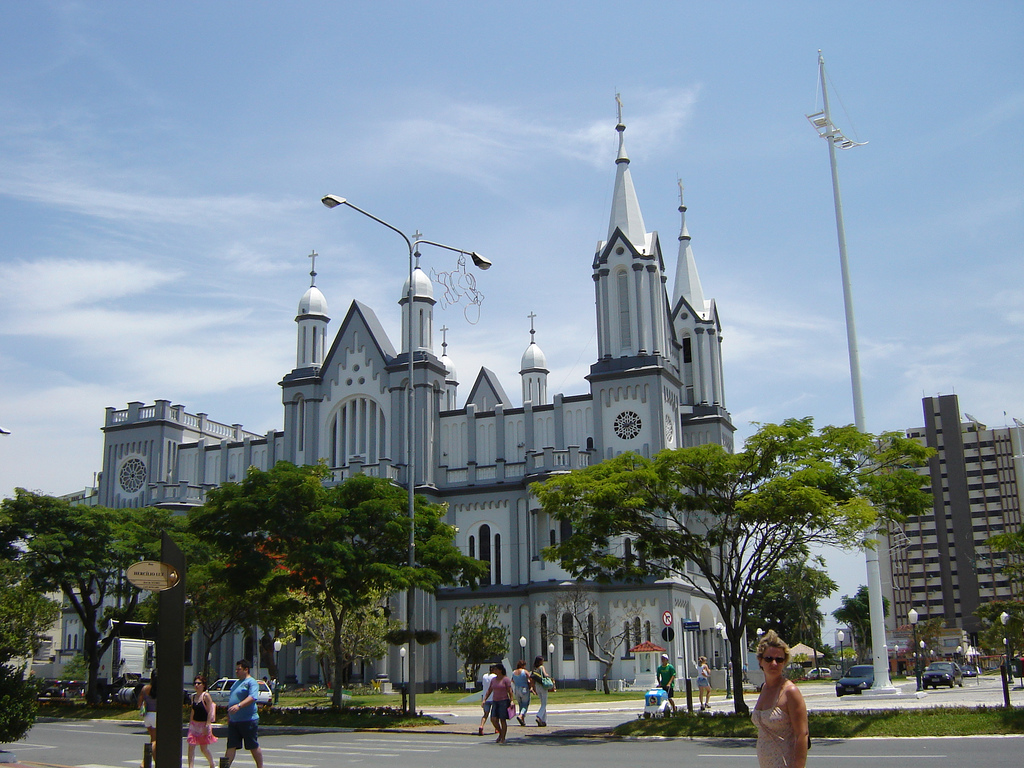
Igreja Matriz do Santíssimo Sacramento

Cidade de praias, entre elas Molhes, Atalaia, Geremias, Cabeçudas, Morcego, Solidão, Praia Brava e Amores, ampla área rural e belas paisagens naturais, com uma rica herança cultural de imigrantes alemães, italianos e portugueses, além de uma comunidade negra que tem na Sociedade Sebastião Lucas um de seus pontos de encontro.
Itajaí possui um píer para navio de passageiros que serve de ponto de apoio no litoral de Santa Catarina, alfandegado, dotado de infraestrutura adequada e exclusiva para recepção de embarcação de grande porte, voltado aos cruzeiros marítimos de lazer. Sua estrutura para atracação de navios, conta com cinco Dolfins (dois de amarração e três de atracação), dez metros de calado, 220 metros de plataforma do cais, 945 metros de plataforma em concreto.

Possui o Museu Histórico de Itajaí (Palácio Marcos Konder), Centro de Documentação e Memória Histórica/Arquivo Público de Itajaí (Casa Lins) e Museu Etno-Arqueológico de Itajaí (antiga Estação Ferroviária Engenheiro Vereza), sob a tutela da Fundação Genésio Miranda Lins.

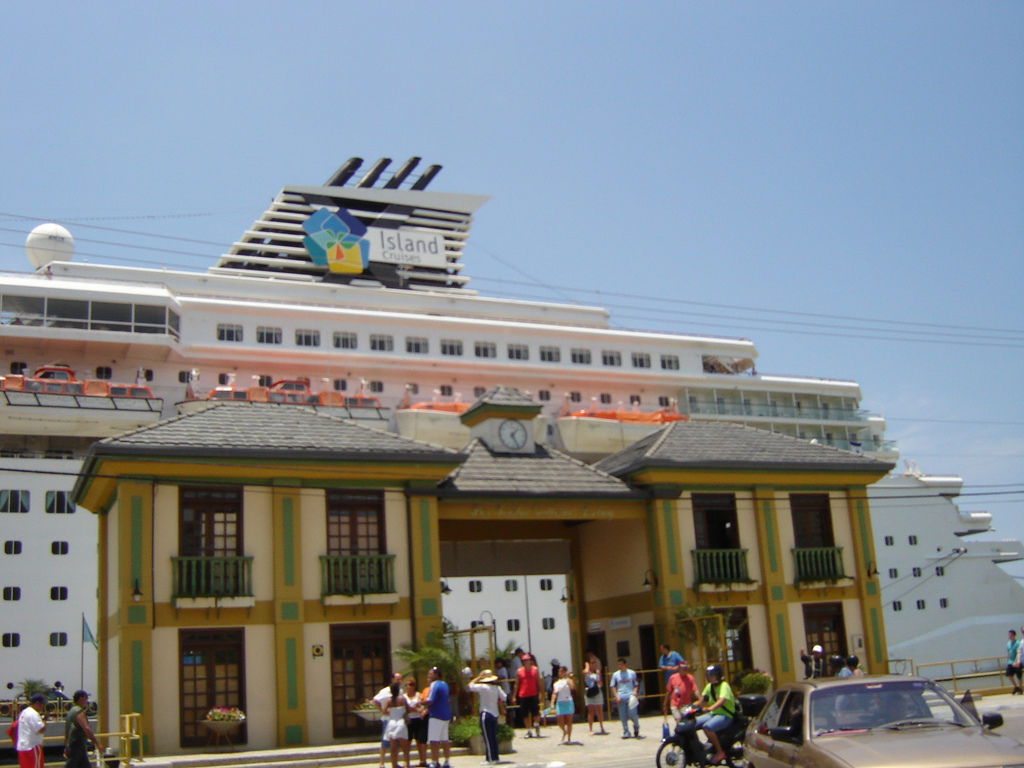
Portal do píer turístico de Itajaí

Sedia o Herbário Barbosa Rodrigues, fundado em 1942 por Raulino Reitz, que contém um grande catálogo de plantas catarinenses, se constituindo uma instituição conhecida e respeitada pelas suas descobertas e publicações no campo da botânica.
A Marejada, festa portuguesa e do pescado, é a principal festa municipal, mostrando atrações relativas ao mar e aos Açores, que acontece todos os anos durante o mês de outubro, geralmente com uma duração de dez a dezoito dias. É a maior festa portuguesa e do pescado da América Latina.

## Cidadãos notórios
- Lauro Müller (1863 - 1926), político
- Marcos Konder (1882 - 1962), industrial, escritor e político
- Arno Konder (1882 - 1942), diplomata
- Adolfo Konder (1884 - 1956), político
- Henrique Fontes (1885 - 1966), educador
- Vítor Konder (1886 - 1941), político
- Tomás Adalberto da Silva Fontes (1891 - 1961), sacerdote, escritor e político
- Olympio Falconière da Cunha (1891 - 1967), militar, um dos comandantes da Força Expedicionária Brasileira durante a Segunda Guerra Mundial
- Irineu Bornhausen (1896 - 1974), político
- Josué Cláudio de Souza (1910 - 1992), radialista e político
- Valério Konder (1911 - 1968), médico sanitarista e militante político
- Eduardo Mário Tavares (1919 - 1978), advogado, poeta, o primeiro diácono permanente ordenado no Brasil
- Ernesto Meyer Filho (1919 - 1991), pintor
- Arnaldo Silveira Brandão (1922 - 1976), escritor
- Marcos Konder Reis (1922 - 2001), poeta, expoente do modernismo
- Antônio Carlos Konder Reis (1924 - 2018), político
- Odílio Garcia (1930 - 1965), herói, salvou a cidade das chamas que ardiam no navio Petrobras Norte, este carregado com gás[80]
- Mário César Flores (1931 - 2019), militar e político
- Orlandivo (1937 - 2017), compositor e cantor
- Henrique Fleming (1938 — ), físico
- Delfim de Pádua Peixoto Filho (1941 - 2016), dirigente esportivo e político
- Elmo da Silva Amador (1943 - 2010), geógrafo
- Orlando Camilo Pacheco (1944 - 2013), pastor evangélico e político
- Mário Pereira, (1945 - ), político
- Luiz Felipe de Alencastro (1946 — ), historiador
- Gladir Cabral (1962 - ), compositor
- Gelson Silva (1967 — ), ex-futebolista
- Artur Pereira Neto (1984 — ), ex-futebolista
- Arthur Patrianova (1993 — ), handebolista